# ماسانوري إيتو
ماسانوري إيتو (باليابانية: 伊藤 雅範) (20 أبريل 1978 في طوكيو في اليابان – )؛ هو لاعب كرة قدم سابق كان يلعب كلاعب وسط.